# Elin Pelin
Elin Pelin (búlgaro: Елин Пелин) (Baylovo, 8 de julio de 1877-Sofía, 3 de diciembre de 1949), seudónimo de Dimitar Ivanov Stoyanov (búlgaro: Димитър Иванов Стоянов), fue un escritor búlgaro. Después de la Segunda Guerra Mundial fue uno de los primeros miembros de la Academia de las Ciencias. Su producción (relatos, novelas, biografías, etc.) se caracteriza por la intención popular y didáctica, la descripción de los personajes y la contemplación de la naturaleza. También destaca el uso de varios dialectos que en boca de los campesinos y gente del pueblo dan a sus narraciones un tono realista lleno de humanidad y lirismo. Es considerado como el mejor narrador búlgaro de la vida campestre.

## Historia
Nacido en una familia numerosa en la aldea de Bajlovo cerca de Sofía, desde una edad temprana mostró interés por la escritura y la lectura. Estudiando para ser maestro, enseñó durante un año en 1895 en su pueblo natal. Fue publicado por primera vez en 1901, y el respeto que le valió en los círculos literarios le animó a ir a Sofía en 1903, donde trabajó como bibliotecario en la biblioteca universitaria. Fue durante este periodo tomó su ya famoso seudónimo de pelin, que significa «ajenjo» en búlgaro. Pasó 1906-07 en Francia perfeccionando sus habilidades con el idioma. En este momento, ya era un escritor popular.
Entre 1910 y 1916, fue director de colecciones especiales en la Biblioteca Nacional y también se desempeñó como director de numerosas revistas, incluyendo a los niños de la publicación «Veselushka». Además, se desempeñó como corresponsal de guerra durante la Primera Guerra Mundial
En 1911 aparece una de sus obras más famosas: La familia Gerak (búlgaro: Geratsite). Es una de las más conocidas obras de la literatura búlgara y se ocupa de una familia tradicional de los pueblos, que experimenta la transición de la sencillez de la ruralidad a la modernización de la sociedad búlgara, un mundo en el que las prácticas de los viejos tiempos de la familia, fundada en el amor y la dedicación a la tierra, comienzan a desaparecer. Su segunda gran obra, Tierra (en búlgaro: Zemya), fue publicado en 1928. En este libro, Pelin creó una galería de personajes que se identificaban con el carácter y conciencia nacionales.
Pelin realizó su mejor trabajo antes de la Primera Guerra Mundial, pero fue más influyente durante el periodo de entreguerras, como representante de un relativamente honesto realismo en la prosa búlgara. 
Desde 1924 hasta 1944, Pelín ayudó como conservador del Museo de Ivan Vazov, al tiempo que continuaba escribiendo, sobre todo para los niños. En 1940, fue nombrado presidente de la Unión de Escritores Búlgaros.
Después de la guerra, se las arregló para escapar de la lista negra y aunque gozó de la aprobación del gobierno comunista de la República Popular de Bulgaria, no le gustaba el realismo socialista, llegando a declarar que las emociones humanas, y no las máquinas, debían determinar la literatura. Escribió poco en sus últimos veinticinco años de vida, pero permaneció activo en los círculos literarios. El régimen optó por considerar sus obras como las de un realista, autor crítico, precursor del Realismo Socialista, quien a pesar de no haber adaptado correctamente la verdadera naturaleza del estado burgués, sabía cómo narrar acerca de la vida laboral y la rebelión individual de los campesinos explotados. 
Sus obras completas fueron publicadas en Bulgaria en diez volúmenes, entre 1958 y 1959.

## Obras

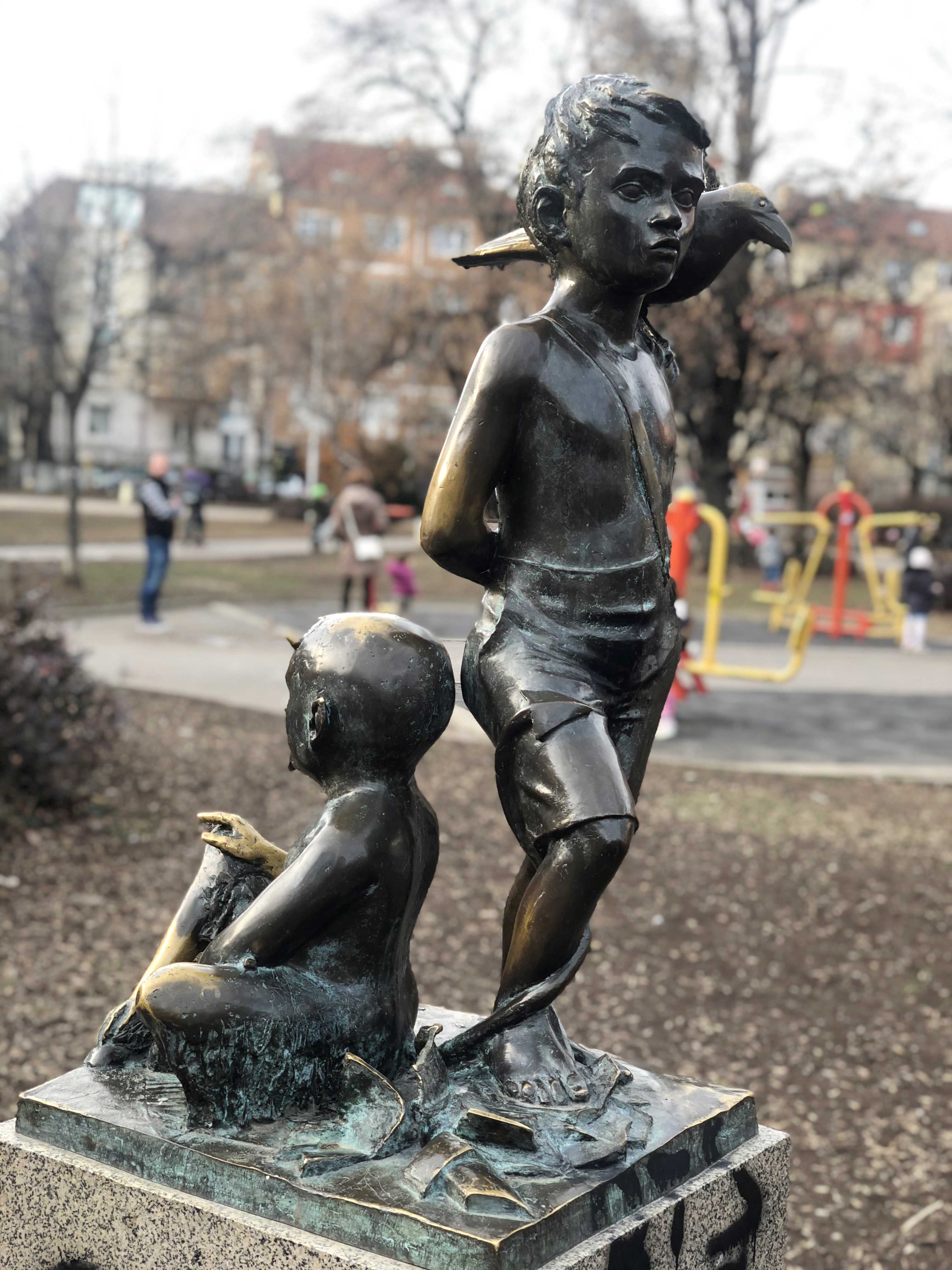
Estatua de Yan Bibiyan en Sofía, escultor Nikolái Nikolov-Zikov.

Las obras de Pelín - poemas, cuentos y novelas - recrean la atmósfera campesina y rural de la vieja Bulgaria. Su predilección por las historias cortas lo llevó a escribir algunas, de las cuales la divertida «Pizho y Penda» es quizás la más conocida. Un realismo genuino, con descripciones completas de luz y color, caracteriza sus obras. Considerado uno de los maestros de la prosa de Bulgaria, fue también uno de los iniciadores de la literatura infantil de Bulgaria. Sus cuentos de Yan Bibiyan y sus viajes a la luna todavía deleitan hoy.
- La ceniza de mi cigarrillo (1910)
- La familia Gerak (1911)
- Tierra (1928)
- Rosa negra (1928)

Tierra y La familia Gerak, entre otras obras, se han filmado varias veces (1930 y 1957, 1958 y 2008 respectivamente).

## Honores
El pueblo de Novoseltsi, cercano a su lugar de nacimiento, Bajlovo, fue renombrado Elín Pelín en conmemoración a este escritor en 1950.